# Antônio José Correia, 3.º barão de Rio Pardo
Antônio José Correia, terceiro barão de Rio Pardo, (12 de junho de 1840 — 5 de outubro de 1906) foi um fazendeiro e político brasileiro.
Filho do capitão Prudente José Correia, conhecido por "Prudente do Morro". Casou em primeiras núpcias com Escolástica de Oliveira e, em segundas, com Amélia Umbelina Correia. Provavelmente os bustos que adornavam o seu casarão em São Paulo, um dos símbolos do descaso público para com o patrimônio tombado, representassem as suas filhas Adelina Correia e Ana Cândida Correia.
Foi fazendeiro de café, prefeito da cidade de Casa Branca de 1902 a 1904 e deputado provincial.
Agraciado barão em 23 de dezembro de 1887.